# Clash of Champions (2020)
Clash of Champions (2020) – gala wrestlingu wyprodukowana przez federację WWE dla zawodników z brandów Raw i SmackDown. Odbyła się 27 września 2020 w Amway Center w Orlando w stanie Floryda. Emisja była przeprowadzana na żywo za pośrednictwem WWE Network oraz w systemie pay-per-view. Była to czwarta gala w chronologii cyklu Clash of Champions.
Na gali odbyło się osiem walk, w tym jedna podczas pre-show. W walce wieczoru, Roman Reigns zachował Universal Championship, w walce z Jey’em Uso. Przedostania walka obejmowała Ambulance match, w którym Drew McIntyre pokonał Randy’ego Ortona, aby obronić WWE Championship. W innych ważnych walkach, Raw Women’s Champion Asuka odniosła na gali dwa zwycięstwa, zachowując swoje Raw Women’s Championship przeciwko Zelinie Vedze i wygrywając ze SmackDown Women’s Championką Bayley przez dyskwalifikację, w otwartym wyzwaniu o SmackDown Women’s Championship, Bobby Lashley pokonał Apollo Crewsa i obronił United States Championship oraz Sami Zayn pokonał Jeffa Hardy’ego i AJ Stylesa w Triple Threat Ladder matchu zdobywając Intercontinental Championship.

## Produkcja
Clash of Champions oferowało walki profesjonalnego wrestlingu z udziałem wrestlerów należących do brandów Raw i SmackDown. Oskryptowane rywalizacje (storyline’y) kreowane są podczas cotygodniowych gal Raw i SmackDown. Wrestlerzy są przedstawieni jako heele (negatywni, źli zawodnicy i najczęściej wrogowie publiki) i face’owie (pozytywni, dobrzy i najczęściej ulubieńcy publiki), którzy rywalizują pomiędzy sobą w seriach walk mających budować napięcie. Kulminacją rywalizacji jest walka wrestlerska lub ich seria.

### Koncepcja
Cykl został wprowadzony w 2016 zastępując Night of Champions. Motywem gali są przeprowadzane walki o wszystkie aktywne tytuły brandu organizującego wydarzenie. Pierwsza edycja gali była ekskluzywna dla zawodników brandu Raw, jednak przyszłoroczną galę poświęcono członkom brandu SmackDown. W 2018 zniesiono podział gal pay-per-view dla konkretnych brandów.

### Wpływ COVID-19
W wyniku pandemii COVID-19, która zaczęła wpływać na branżę w połowie marca, WWE musiało zaprezentować większość swojego programu z zestawu bez udziału realnej publiczności. Początkowo programy telewizyjne Raw i SmackDown oraz pay-per-view odbywały się w WWE Performance Center w Orlando w stanie Floryda. Ograniczona liczba stażystów Performance Center oraz przyjaciół i członków rodzin wrestlerów została później wykorzystana jako publiczność na żywo. Clash of Champions pierwotnie miało odbyć się w Prudential Center w Newark w stanie New Jersey 20 września 2020 roku, ale z powodu pandemii gubernator stanu New Jersey Phil Murphy zakazał wszystkich dużych zgromadzeń publicznych i wydarzeń publicznych na żywo z więcej niż 50 osób od 16 marca.
Pod koniec sierpnia programy WWE na Raw i SmackDown zostały przeniesione do bezpiecznej biologicznie bańki zwanej WWE ThunderDome, która odbywała się w Amway Center w Orlando. Wybrana publiczność na żywo nie była już wykorzystywana, ponieważ bańka pozwalała fanom uczestniczyć w wydarzeniach praktycznie za darmo i być widzianymi na prawie 1000 tablicach LED na arenie. Dodatkowo ThunderDome wykorzystał różne efekty specjalne, aby jeszcze bardziej wzmocnić wejścia wrestlerów, a dźwięk z areny został zmiksowany z chantami wirtualnych fanów. Wraz ze zmianą lokalizacji na ThunderDome na Amway Center, Clash of Champions zostało przesunięte na 27 września.

### Rywalizacje
Na SummerSlam, Drew McIntyre pokonał Randy’ego Ortona, i obronił WWE Championship. Następnej nocy na Raw, McIntyre napawał się swoim zwycięstwem nad "największym wrestlerem wszech czasów" ruchem wrestlerskim (backslide) i stwierdził, że wie, iż Orton chce rewanżu. Gdy McIntyre wyszedł, Orton zaatakował McIntyre’a dwoma Puntami. Później Orton został skonfrontowany z byłym wrestlerem NXT Keithem Lee, który zadebiutował na Raw. Lee, w imieniu McIntyre’a, wyzwał Ortona na pojedynek. Tej nocy stanęli twarzą w twarz ze sobą; jednak walka zakończył się dyskwalifikacją dla Ortona po tym, jak McIntyre zaatakował Ortona. Po późniejszej bójce Orton wykonał trzeci raz Punt na McIntyrze, zabierając go z występów na następne dwa tygodnie. Lee następnie zmierzył się z Ortonem w rewanżu i w imieniu McIntyre’a ponownie w Payback, gdzie Lee pokonał Ortona. Następnego wieczoru na odcinku Raw, odbyły się trzy pojedynki singlowe, w których zwycięzcy zmierzyli się ze sobą w Triple Threat matchu tego wieczoru, aby wyłonić pretendenta do WWE Championship na Clash of Champions. Orton, Lee i Seth Rollins wygrali swoje walki, a Orton wygrał Triple Threat match, aby zapewnić sobie kolejną szansę na tytuł przeciwko McIntyre’owi. W ciągu tej nocy McIntyre wykonał trzy razy Claymore Kick na Ortonie. W następnym tygodniu McIntyre zmienił stypulację walki na Ambulance match. Również tej nocy, ze względu na niepewność, czy Orton dotrze do Clash of Champions w wyniku ataków McIntyre’a w poprzednim tygodniu, Lee zmierzył się z McIntyre’em w non-title matchu, w którym jeśli Lee wygra, zastąpi Ortona w przypadku, gdy Orton nie mógł konkurować w Clash of Champions; walka zakończyła się jednak bez rezultatu, gdy Retribution zaatakował obu mężczyzn.
Na Payback, Big E i Matt Riddle wygrali swoje walki przeciwko Sheamusowi i Kingowi Corbinowi, podczas gdy w walce wieczoru, teraz jako heel Roman Reigns, który sprzymierzył się z Paulem Heymanem, wygrał Universal Championship. Na następnym SmackDown, ogłoszono Fatal 4-way match pomiędzy Big E, Riddlem, Corbinem i Sheamusem, który miał wyłonić pretendenta do Universal Championship na Clash of Champions. Jednak Sheamus zaatakował Big E’go na backstage’u, usuwając go z walki. Big E został następnie zastąpiony przez własnego kuzyna Reignsa, Jeya Uso, który wygrał Fatal 4-way match, aby zdobyć walkę o tytuł przeciwko Reignsowi.
11 września na SmackDown, Kalisto i Gran Metalik z Lucha House Party (w towarzystwie członka zespołu Lince Dorado) pokonali SmackDown Tag Team Champions Cesaro i Shinsuke Nakamurę w walce bez tytułu. W następnym tygodniu ogłoszono, że Cesaro i Nakamura będą obronić tytuł przed Lucha House Party podczas Clash of Champions Kickoff.
W maju 2020, Sami Zayn został pozbawiony tytułu Intercontinental Championship po powstrzymaniu się od rywalizacji podczas pandemii COVID-19. Turniej mający wyłonić nowego mistrza został następnie wygrany przez AJ Stylesa w odcinku SmackDown 12 czerwca. Jeff Hardy pokonał następnie Stylesa, aby zdobyć tytuł w odcinku 21 sierpnia; przed walką Styles zaatakował nogę Hardy’ego, co doprowadziło do tego, że personel medyczny założył usztywnienie kolana na zranioną nogę Hardy’ego. W następnym tygodniu Styles przerwał Hardy’emu, czując, że Hardy oszukiwał w ich walce, gdy Hardy kopnął Stylesa ortezą kolana. Jednak gdy Hardy odchodził, Zayn powrócił z własnym pasem tytułowym, twierdząc, że jest prawdziwym mistrzem, ponieważ nigdy nie został pokonany. Zayn następnie zaatakował Hardy’ego, podczas gdy Styles obserwował go i później drwił z Hardy’ego. W ciągu następnych kilku tygodni wszyscy trzej sprzeczali się i stwierdzali, kto jest prawdziwym mistrzem. Rywalizacja ostatecznie osiągnęła punkt wrzenia 18 września, kiedy rozwścieczony Hardy ogłosił, że będzie bronił Intercontinental Championship przeciwko Stylesowi i Zaynowi w Triple Threat Ladder matchu na Clash of Champions. W następnym tygodniu ogłoszono, że aby wygrać walkę, oba pasy tytułowe (mistrzostwo Hardy’ego i fałszywy tytuł Zayna) muszą zostać ściągnięte, aby zostać niekwestionowanym Intercontinental Championem.

#### Odwołana walka
Na Payback, Nia Jax i Shayna Baszler wygrały WWE Women’s Tag Team Championship od Bayley i Sashy Banks, podczas gdy podczas pre-show, The Riott Squad (Ruby Riott i Liv Morgan) pokonały The IIconics (Peyton Royce i Billie Kay). Następnej nocy na odcinku Raw, The Riott Squad zmierzyło się z The IIconics w rewanżu z dodatkowym zastrzeżeniem, że zwycięska drużyna dostanie szansę na Women’s Tag Team Championship, podczas gdy przegrana drużyna zostanie rozwiązana. The Riott Squad wygrała walkę i szansę na tytuł, podczas gdy The IIconics musieli rozwiązać zespół. Walka o mistrzostwo zabookowano na Clash of Champions. Jednak zaledwie kilka godzin przed galą WWE ogłosiło, że zarówno Jax, jak i Baszler nie zostali medycznie dopuszczeni do rywalizacji, w wyniku czego walka została odwołana.

## Wyniki walk
| Nr                                                                   | Wyniki | Stypulacje                                                     | Czas  |
| -------------------------------------------------------------------- | --- | -------------------------------------------------------------- | ----- |
| 1P                                                                   | Cesaro i Shinsuke Nakamura (c) pokonali The Lucha House Party (Kalisto i Lince Dorado) (z Gran Metalikiem) | Tag Team match o WWE SmackDown Tag Team Championship           | 10:45 |
| 2                                                                    | Sami Zayn pokonał Jeffa Hardy’ego (c) i AJ Stylesa                                                         | Triple Threat Ladder match o WWE Intercontinental Championship | 26:25 |
| 3                                                                    | Asuka (c) pokonała Zelinę Vegę poprzez submission                                                          | Singles match o WWE Raw Women’s Championship                   | 7:05  |
| 4                                                                    | Bobby Lashley (c) (z MVP) pokonał Apollo Crewsa (z Ricochetem)                                             | Singles match o WWE United States Championship                 | 8:15  |
| 5                                                                    | The Street Profits (Angelo Dawkins i Montez Ford) (c) pokonali Andrade i Angela Garzę                      | Tag Team match o WWE Raw Tag Team Championship                 | 8:15  |
| 6                                                                    | Asuka pokonała Bayley (c) przez dyskwalifikację                                                            | Singles match o WWE SmackDown Women’s Championship             | 3:45  |
| 7                                                                    | Drew McIntyre (c) pokonał Randy’ego Ortona                                                                 | Ambulance match o WWE Championship                             | 21:35 |
| 8                                                                    | Roman Reigns (c) (z Paulem Heymanem) pokonał Jeya Uso (z Jimmym Uso) przez techniczny nokaut               | Singles match o WWE Universal Championship                     | 22:55 |
| (c) – mistrz/mistrzyni przed walkąP – walka miała miejsce w pre-show | |                                                                |       |